# Preventori de la Savinosa
El Preventori de la Savinosa és un conjunt de Tarragona protegit com a Bé Cultural d'Interès Local.

## Història
Era un preventori per acollir a nens pobres de diferents punts d'Espanya, que es trobaven en risc de desenvolupar malalties a causa de la misèria. Aquest centre va ser maquinat per la Mancomunitat. Es va construir durant la dictadura de Primo de Rivera i posteriorment, va ser inaugurat durant la Segona República.
L'any 1936 comença la Guerra Civil Espanyola, i la majoria dels preventoris van ser reformats per poder curar ferits.
En un inici, el preventori va acollir nens i nenes refugiats procedents de les zones perifèriques de Madrid, això durà des de l'octubre del 36 fins, aproximadament, l'agost del 37.
Un mes abans, al juliol, la Generalitat posà el preventori a disposició dels Serveis de la Sanitat de l'Exèrcit de l'Est i es va convertir en un hospital militar. Va funcionar com hospital de traumatologia, concretament pels ferits amb fractures.
L'any 1938, quan s'està preparant la batalla de l'Ebre i preveient que hi haurà molts ferits, la Savinosa, es va reconvertir en Hospital base núm.2 de l'exèrcit republicà i es preparà per rebre tota mena de pacients amb tota mena de ferides. Aquesta va ser la seva funció del maig de 1938 al novembre del 39.
Quan la guerra finalitza, la Savinosa deixa de funcionar com hospital de sang, i es reforma per tal de poder desenvolupar la funció de prevenir la tuberculosi en nens, amb aquesta nova orientació es va inaugurant oficialment el 30 de juliol de 1945.
Llucià Schmid Vilardaga va ser qui va permetre la creació i desenvolupament de la Savinosa. Va morir l'any 1911 sense descendència i va decidir deixar la seva herència a la Diputació. Aquesta herència es va utilitzar per a la compra de 5 edificis, localitzats entre les platges de Savinosa i Arrabassada, que van ser destinats a l'atenció i prevenció de la tuberculosi. Finalment, l'any 1966 les seves portes va ser tancades.

## Edifici
Complex notable de dos i quatre plantes que no perjudica els aspectes urbanístics de la zona. Situat dins una petita península, entre les platges de l'Arrabassada i de la Savinosa, està aïllat per la carretera general i la via fèrria. La configuració urbanística en forma de blocs amb alternança d'elements urbans com ara places, passeigs i el mateix paisatge.
La composició de les finestres és a base de remarcar constructivament els seus laterals amb fàbrica de rajola, remarcant-se també l'horitzontalitat. Es pot dir que pertany a una arquitectura en la que es posa de manifest la seqüència ordenada entre la pell de l'edifici i la fàbrica de totxo.